# Estación Mini Centro
La estación Mini Centro forma parte del sistema Autobuses Caleta Olivia. Su nombre debe al homónimo barrio la cual se encuentra. Fue inaugurada en 2012.

## Características
Se accede al plataforma mediante un cordón. La estación incluye carteles informativos sobre el servicio y la combinaciones posibles. La parada está cubierta y cuenta con asientos de madera, rampas para facilitar la subida y paredes laterales con el fin de resguardar del viento.

## Colectivos

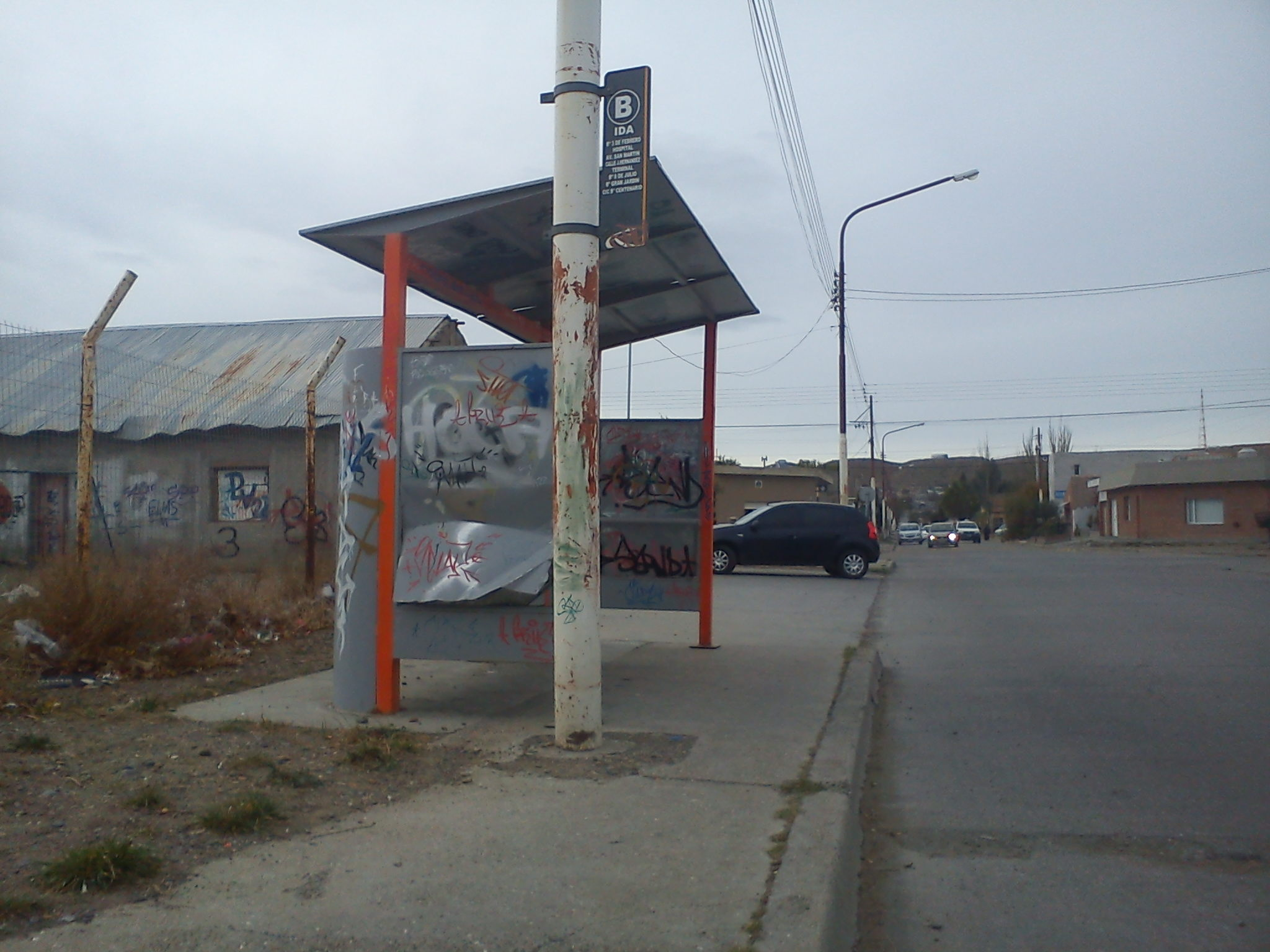
Estación en proceso de deterioro debido a disturbios vandálicos

Esta estación es operada por las líneas B y la D